# فوربز ۴۰۰
فوربز ۴۰۰ (به انگلیسی: Forbes 400) فهرستی از ثروتمندترین افراد ایالات متحده آمریکا است، که هر ساله در ماه سپتامبر، توسط مجله فوربز منتشر می‌شود.
فهرست فوربز ۴۰۰ برای اولین بار در سال ۱۹۸۲ توسط مالکوم فوربز منتشر شد. در سال ۲۰۱۲ مجموع دارایی‌های افراد فهرست فوربز ۴۰۰، معادل ۱٫۷ تریلیون دلار برآورد شده‌است. این رقم در سال قبل؛ ۱٫۵ تریلیون دلار اعلام شده بود.
| #  | نام               | دارایی (دلار)       | منبع ثروت         |
| -- | ----------------- | ------------------- | ----------------- |
| ۱  | بیل گیتس          | ۶۶ $ میلیارد دلار   | مایکروسافت        |
| ۲  | وارن بافت         | ۴۶ $ میلیارد دلار   | برکشایر هاتاوی    |
| ۳  | لری الیسون        | ۴۱ $ میلیارد دلار   | اوراکل            |
| ۴  | چارلز جی. کوک     | ۳۱ $ میلیارد دلار   | صنایع کوک         |
| ۵  | دیوید اچ. کوک     | ۳۱ $ میلیارد دلار   | صنایع کوک         |
| ۶  | کریستی والتون     | ۲۷٫۹ $ میلیارد دلار | وال‌مارت           |
| ۷  | جیم والتون        | ۲۶٫۸ $ میلیارد دلار | وال‌مارت           |
| ۸  | آلیس والتون       | ۲۶٫۳ $ میلیارد دلار | وال‌مارت           |
| ۹  | اس. رابسون والتون | ۲۶٫۱ $ میلیارد دلار | وال‌مارت           |
| ۱۰ | مایکل بلومبرگ     | ۲۵ $ میلیارد دلار   | بلومبرگ ال.پی.    |
| ۱۱ | جف بزوس           | ۲۳٫۲ $ میلیارد دلار | آمازون.کام        |
| ۱۲ | شلدون ادلسون      | ۲۰٫۵ $ میلیارد دلار | لاس وگاس سندز     |
| ۱۳ | لری پیج           | ۲۰٫۳ $ میلیارد دلار | گوگل              |
| ۱۴ | سرگئی برین        | ۲۰٫۳ $ میلیارد دلار | گوگل              |
| ۱۵ | جرج سوروس         | ۱۹ $ میلیارد دلار   | صندوق سرمایه‌گذاری |